# Ваньорово
Ваньорово (пол. Waniorowo, нім. Vahnerow) — село в Польщі, у гміні Грифиці Ґрифицького повіту Західнопоморського воєводства.
Населення — 77 осіб (2011).
У 1975-1998 роках село належало до Щецинського воєводства.

## Демографія
Демографічна структура станом на 31 березня 2011 року:
|          | Загалом | Допрацездатний вік | Працездатний вік | Постпрацездатний вік |
| -------- | ------- | ------------------ | ---------------- | -------------------- |
| Чоловіки | 36      | 7                  | 28               | 1                    |
| Жінки    | 41      | 10                 | 23               | 8                    |
| Разом    | 77      | 17                 | 51               | 9                    |